# Hermann Wagner
Hermann Hans Karl Wagner (født 23. juni 1840 i Erlangen, død 18. juni 1929 i Bad Wildungen) var en tysk geograf, søn af Rudolf Wagner, bror til Adolph Wagner.
Wagner studerede i sin fødeby og i Göttingen matematik og naturvidenskab. Fra 1864 var han i lang tid medarbejder ved Justus Perthes geografiske institut i Gotha og havde blandt andet 1868—76 redaktionen af den statistiske del af Gotha-almanakken. 
Fra 1872 har han sammen med Behm og senere Supan redigeret Die Bevölkerung der Erde i Petermanns Mitteilungens "Ergänzungshefte". 1876 blev Wagner professor i geografi i Königsberg, 1880 i Göttingen, hvorfra han tog sin afsked 1919. 
Fra 1879 til 1907 har han redigeret Geographisches Jahrbuch. Som lærebogsforfatter skylder man ham en bearbejdelse af Guthes Lehrbuch der Geographie (Hannover 1882—83) og en selvstændig Lehrbuch der Geographie (1894—95) samt Metodischer Schulatlas (Gotha 1895).